# Festival Internacional de Cinema da Mulher
Festival Internacional de Cinema de Mulher (em castelhano: Festival Internacional de Cine de La Mujer) ou CineFem é o primeiro festival de cinema uruguaio dedicado ao cinema feito por mulheres . Teve sua primeira edição em 2012 com o título de Saltofem, na cidade de Salto (Uruguai), sendo transferido para Punta Del Este nas posteriores edições e recebendo seu atual nome. Teve, ao total, oito edições, sendo a edição de 2020 em formato online devido a pandemia da covid-19. O evento ocorre tradicionalmente na Semana de Vacaciones de Primavera.
Foi declarado como "Interesse Departamental" pela Junta Departamental de Maldonado e de "Interesse Nacional" pelo Poder Executivo.

## Premio Jorge Jellinek
Como forma de homenagem ao programador do festival Jorge Jellinek, falecido em meados de 2019 , o festival premia os filmes vencedores de categorias do Júri e do Voto Popular com o Prêmio Jorge Jellinek. 